# Michał Słoma
Michał Słoma (ur. 31 stycznia 1982 w Prostkach) – polski wioślarz, reprezentant kraju w jedynce na Igrzyskach Olimpijskich w Londynie. Zawodnik klubu Międzyszkolny Ośrodek Sportowy w Ełku, a następnie AZS UMK Toruń.
W 2013 zakończył karierę sportową.
Ukończył studia w zakresie administracji na Uniwersytecie Mikołaja Kopernika w Toruniu. Pracuje w toruńskim Miejskim Ośrodku Sportu i Rekreacji.

## Osiągnięcia
- Młodzieżowe Mistrzostwa Świata Poznań 2004 – czwórka podwójna – 2. miejsce
- Mistrzostwa Świata – Gifu 2005 – dwójka podwójna – 9. miejsce[6].
- Mistrzostwa Świata – Eton 2006 – dwójka podwójna – 4. miejsce[6].
- Mistrzostwa Świata – Monachium 2007 – dwójka podwójna – 12. miejsce[6].
- Mistrzostwa Europy – Poznań 2007 – dwójka podwójna – 4. miejsce[6].
- Akademickie Mistrzostwa Świata - Belgrad 2008 – 1. miejsce
- Mistrzostwa Europy – Ateny 2008 – dwójka podwójna – 4. miejsce[6].
- Mistrzostwa Świata – Poznań 2009 – dwójka podwójna – 8. miejsce[6].
- Mistrzostwa Europy – Brześć 2009 – czwórka podwójna – 3. miejsce[6].
- Mistrzostwa Europy – Montemor-o-Velho 2010 – dwójka podwójna – 5. miejsce[6].
- Mistrzostwa Europy – Płowdiw 2011 – jedynka –  4. miejsce